# غرافتون غرين
غرافتون غرين (بالإنجليزية: Grafton Green)‏ هو قاضي ومحامي أمريكي، ولد في 12 أغسطس 1872، وتوفي في 27 يناير 1947.